# Lijst van rijksmonumenten in Weidum
De plaats Weidum telt 9 inschrijvingen in het rijksmonumentenregister. Hieronder een overzicht. 
| Object | Oorspronkelijke functie?  | Bouwjaar                                                | Architect | Locatie              | Coördinaten?                 | Nr.?   | Afbeelding |
| --- | ------------------------- | ------------------------------------------------------- | --------- | -------------------- | ---------------------------- | ------ | --- |
| Begraafplaats van de familie Buma, toegangspartij | Erfscheiding              | 1928 (leeuwen: 1826) 1993 (rest.)                       |           | bij Greate Buorren 2 | 53° 8' 45" NB, 5° 44' 19" OL | 8515   | Begraafplaats van de familie Buma, toegangspartij |
| Woning met drie zestienruitsvensters onder schilddak met hoekschoorstenen met borden                                                                       | Woonhuis                  |                                                         |           | Greate Buorren 13    | 53° 8' 47" NB, 5° 44' 24" OL | 8516   | Woning met drie zestienruitsvensters onder schilddak met hoekschoorstenen met borden                                                                       |
| Langgerekt gebouw zonder verdieping onder zadeldak met schild aan de westzijde en aan de straatzijde een groot en vier kleine vensters met roedenverdeling | Woonhuis                  |                                                         |           | Lytse Buorren 2      | 53° 8' 45" NB, 5° 44' 25" OL | 8517   | Langgerekt gebouw zonder verdieping onder zadeldak met schild aan de westzijde en aan de straatzijde een groot en vier kleine vensters met roedenverdeling |
| Johanneskerk Hervormde kerk, toren en kerkhof | Kerk en kerkonderdeel     | begin 12e eeuw (toren, later verhoogd) 1225-1250 (kerk) |           | Lytse Buorren 3      | 53° 8' 46" NB, 5° 44' 23" OL | 8518   | Meer afbeeldingen |
| Hervormde kerk, hekwerk rond kerkhof | Grensafbakening           | late 19e eeuw                                           |           | bij Lytse Buorren 3  | 53° 8' 46" NB, 5° 44' 23" OL | 8519   | Meer afbeeldingen |
| Woning met zesruitsvensters onder schilddak met hoekschoorstenen                                                                                           | Woonhuis                  |                                                         |           | Lytse Buorren 12     | 53° 8' 45" NB, 5° 44' 29" OL | 8520   | Woning met zesruitsvensters onder schilddak met hoekschoorstenen                                                                                           |
| Begraafplaats van de familie Buma (Nieuw Hof) | Begraafplaats en -onderdl | 1825-'26                                                |           | bij Greate Buorren 2 | 53° 8' 47" NB, 5° 44' 17" OL | 516359 | Begraafplaats van de familie Buma(Nieuw Hof) |
| Weidumermolen (Windmotor Weidumerpolder) | Industrie- en poldermolen | 1920                                                    |           | bij Dekemawei 2      | 53° 8' 54" NB, 5° 45' 12" OL | 516363 | Meer afbeeldingen |
| Borniamoune | Industrie- en poldermolen | ca. 1925                                                |           | bij Hegedyk 44       | 53° 8' 38" NB, 5° 44' 19" OL | 516364 | Meer afbeeldingen |